# Hebe andersonii
Hebe andersonii là một loài thực vật có hoa trong họ Mã đề. Loài này được (Lindl. & Paxton) Cockayne mô tả khoa học đầu tiên năm 1929.